# Enköpings kommun
59°38′N 17°5′Ø / 59.633°N 17.083°Ø
Enköpings kommun ligger i landskapet Uppland i den sydvestlige del af det svenske län Uppsala län. Kommunen har grænser til nabokommunerne Heby, Uppsala og Håbo i Uppsala län. I vest grænser kommunen op til Västerås og Sala kommuner i Västmanlands län, og i syd går grænsen til Strängnäs kommune i Södermanlands län over øen Mårsön i Mälaren. Kommunens administrationscenter ligger i byen Enköping.
Kommunen er kendt for sine mange runesten. Politikerne Anna Lindh og Anna Sjödin kommer fra kommunen. 

## Geografi
Kommunen ligger nord for søen Mälaren og vest for Mälarens nordligste fjordarm, Ekoln. Flere øer i Mälaren ligger i kommunen. Vigtige vandløb er Örsundaån, som munder ud i Ekoln ved Örsundsbro og Sagån som danner grænse mellem Västmanland og Uppland.
Vejene E18, Riksväg 55 og Riksväg 70 går gennem kommunen. Enköping er forbundet til det svenske jernbanenet med Mälarbanan.

## Byer
Enköping kommune har syv byer.
Indbyggere pr. 31. december 2005.
| #  | By          | Indbyggere |
| -- | ----------- | ---------- |
| 1. | Enköping    | 20.204     |
| 2. | Örsundsbro  | 1.773      |
| 3. | Hummelsta   | 1.005      |
| 4. | Grillby     | 1.001      |
| 5. | Fjärdhundra | 926        |
| 6. | Lillkyrka   | 300        |
| 7. | Haga        | 236        |

## Eksterne kilder og henvisninger
- Wikimedia Commons har flere filer relateret til Enköpings kommun
- ”Kommunarealer den 1. januar 2012” Arkiveret 26. december 2018 hos  Wayback Machine (Excel). Statistiska centralbyrån.
- ”Folkmängd i riket, län och kommuner 30 juni 2012”. Arkiveret 16. november 2012 hos  Wayback Machine Statistiska centralbyrån.